# Решетниково (Крым)
Реше́тниково (до 1948 года Кучу́к-Кита́й; укр. Решетникове, крымскотат. Küçük Qıtay, Кучюк Къытай) — исчезнувшее село в Первомайском районе Республики Крым, располагавшееся на северо-западе района, в степной части Крыма, на берегу реки Самарчик (сейчас — одна из ветвей Северо-Крымского канала), примерно в 3,5 километрах юго-западнее села Калинино.

### Динамика численности населения
| - 1805 год — 63 чел. - 1864 год — 27 чел. - 1889 год — 155 чел. - 1892 год — 187 чел. | - 1900 год — 222 чел. - 1915 год — 21 чел. - 1926 год — 108 чел. |

## История
Первое документальное упоминание села встречается в Камеральном Описании Крыма… 1784 года, судя по которому, в последний период Крымского ханства Хытай входил в Самарчик кадылык Перекопского каймаканства. После присоединения Крыма к России (8) 19 апреля 1783 года, (8) 19 февраля 1784 года, именным указом Екатерины II сенату, на территории бывшего Крымского ханства была образована Таврическая область и деревня была приписана к Евпаторийскому уезду. После павловских реформ, с 1796 по 1802 год входила в Акмечетский уезд Новороссийской губернии. По новому административному делению, после создания 8 (20) октября 1802 года Таврической губернии, Кучук-Китай находился на территории Джелаирской волости Евпаторийского уезда.
По Ведомости о волостях и селениях, в Евпаторийском уезде с показанием числа дворов и душ… от 19 апреля 1806 года в деревне Самарчик-Китай числилось 7 дворов и 63 жителя крымских татар. На военно-топографической карте генерал-майора Мухина 1817 года деревня Китай обозначена с 8 дворами. После реформы волостного деления 1829 года Кучук-Китай, согласно «Ведомости о казённых волостях Таврической губернии 1829 года», отнесли к Атайской волости (переименованной из Джелаирской). На карте 1836 года в деревне 21 двор, как и на карте 1842 года.
В 1860-х годах, после земской реформы Александра II, деревню приписали к Биюк-Асской волости. В «Списке населённых мест Таврической губернии по сведениям 1864 года», составленном по результатам VIII ревизии 1864 года, Кучук-Китай — владельческая татарская деревня, с 4 дворами, 27 жителями и мечетью при колодцахъ. Также приписано, что на военно-топографической карте показана в Перекопском уезде. По обследованиям профессора А. Н. Козловского 1867 года, вода в половине колодцев деревни была пресная, в половине — «соленоватая» а их глубина колебалась от 2,5 до 8 саженей (5—17 м). На трёхверстовой карте Шуберта 1865—1876 года в деревне Китай (или Кучук-Китай) обозначено 14 дворов). По «Памятной книге Таврической губернии 1889 года», включившей результаты Х ревизии 1887 года, в деревне Китай числилось 27 дворов и 155 жителей. Согласно «…Памятной книжке Таврической губернии на 1892 год», в деревне Китай, входившей в Азгана-Карынский участок, было 187 жителей в 28 домохозяйствах.
Земская реформа 1890-х годов в Евпаторийском уезде прошла после 1892 года; в результате Кучук-Китай приписали к Коджанбакской волости. По «…Памятной книжке Таврической губернии на 1900 год» в деревне числилось 222 жителя в 34 дворах. По Статистическому справочнику Таврической губернии. Ч.II-я. Статистический очерк, выпуск пятый Евпаторийский уезд, 1915 год, на хуторе Кучук-Китай (вакуф) Коджамбакской волости Евпаторийского уезда числилось 2 двора с татарским населением в количестве 21 человека приписных жителей, из которых 8 мужчин и 13 женщин. Жители землёй не владели, на вакуфе числилось 38 десятин земли. В хозяйствах имелось 18 лошадей, 6 коров и 20 голов мелкого скота.
После установления в Крыму Советской власти, по постановлению Крымревкома от 8 января 1921 года № 206 «Об изменении административных границ» была упразднена волостная система и село вошло в состав Евпаторийского района Евпаторийского уезда, а в 1922 году уезды получили название округов. В том же году, на базе имения Брауна, образован совхоз «Тогайлы» овощеводческого направления, с 1934 года — имени С. М. Кирова. 11 октября 1923 года, согласно постановлению ВЦИК, в административное деление Крымской АССР были внесены изменения, в результате которых округа были отменены и произошло укрупнение районов — территорию округа включили в Евпаторийский район. Согласно Списку населённых пунктов Крымской АССР по Всесоюзной переписи 17 декабря 1926 года, в селе Кучук-Китай, Ташкуинского сельсовета Евпаторийского района, числилось 26 дворов, все крестьянские, население составляло 108 человек, из них 48 немцев, 15 украинцев, 35 русских, 8 татар, 1 записан в графе «прочие». Постановлением ВЦИК РСФСР от 30 октября 1930 года был создан Фрайдорфский еврейский национальный район (переименованный указом Президиума Верховного Совета РСФСР № 621/6 от 14 декабря 1944 года в Новосёловский) (по другим данным 15 сентября 1931 года) и село включили в его состав, а после разукрупнения в 1935-м и образования также еврейского национального Лариндорфского (с 1944 — Первомайский), — переподчинили новому району. Вскоре после начала Великой Отечественной войны, 18 августа 1941 года крымские немцы были выселены, сначала в Ставропольский край, а затем в Сибирь и северный Казахстан.
С 25 июня 1946 года Кучук-Китай в составе Крымской области РСФСР. Указом Президиума Верховного Совета РСФСР от 18 мая 1948 года Кучук-Китай переименовали в Решетниково. 26 апреля 1954 года Крымская область была передана из состава РСФСР в состав УССР. Населённый пункт ликвидирован к 15 июня 1960 года, поскольку в списках на эту дату уже не значится (согласно справочнику «Крымская область. Административно-территориальное деление на 1 января 1968 года» — в период с 1954 по 1968 годы как село Калининского сельсовета).